# 马林格温
马林格温（英語：Maringouin）是美国路易斯安那州下属的一座城市。根据2010年美国人口普查，该市有人口1,098人。建置上，属于“town”。